# 希登豪森
希登豪森（德語：Hiddenhausen，發音：[hɪdn̩ˈhaʊzn̩] ⓘ）是德国北莱茵-威斯特法伦州代特莫尔德行政区黑尔福德县的市镇，面积23.87平方千米，2023年12月31日人口为19,896人。